# Gare de Balagny - Saint-Épin
Pour les articles homonymes, voir Epin.
La gare de Balagny - Saint-Épin est une gare ferroviaire française de la ligne de Creil à Beauvais, située sur le territoire de la commune de Balagny-sur-Thérain, à proximité du hameau de Saint-Épin (faisant partie de Bury), dans le département de l'Oise, en région Hauts-de-France.
C'est une halte voyageurs de la Société nationale des chemins de fer français (SNCF), desservie par des trains TER Hauts-de-France.

## Situation ferroviaire
Établie à 39 mètres d'altitude, la gare de Balagny - Saint-Épin est située au point kilométrique (PK) 62,741 de la ligne de Creil à Beauvais, entre les gares de Cires-lès-Mello et de Mouy - Bury.

## Histoire
En 2009, la fréquentation de la gare était de 78 voyageurs par jour.

## Service des voyageurs

### Accueil
Halte SNCF, c'est un point d'arrêt non géré (PANG) à accès libre.

### Desserte
Balagny - Saint-Épin est desservie par des trains TER Hauts-de-France, qui effectuent des missions entre les gares de Creil et de Beauvais ou d'Abancourt.

### Intermodalité
Le stationnement des véhicules est possible à proximité de l'ancien bâtiment voyageurs.

## Patrimoine ferroviaire
Le bâtiment voyageurs, reconverti en habitation, est présent sur le site. Il pourrait s'agir d'une maison de garde-barrière agrandie à plusieurs reprises. Il jouxte une maisonnette sans étage, autrefois utilisée par le garde-barrière.
De l'autre côté des voies, un grand bâtiment symétrique, au style proche des gares de campagne, est perpendiculaire à la ligne de chemin de fer. Il s'agit de l'ancien asile Ste Marguerite et non d'un bâtiment à vocation ferroviaire.
L'ancienne halle à marchandises largement dimensionnée, visible sur la photographie d'époque, a depuis été démolie.

## Galerie de photographies

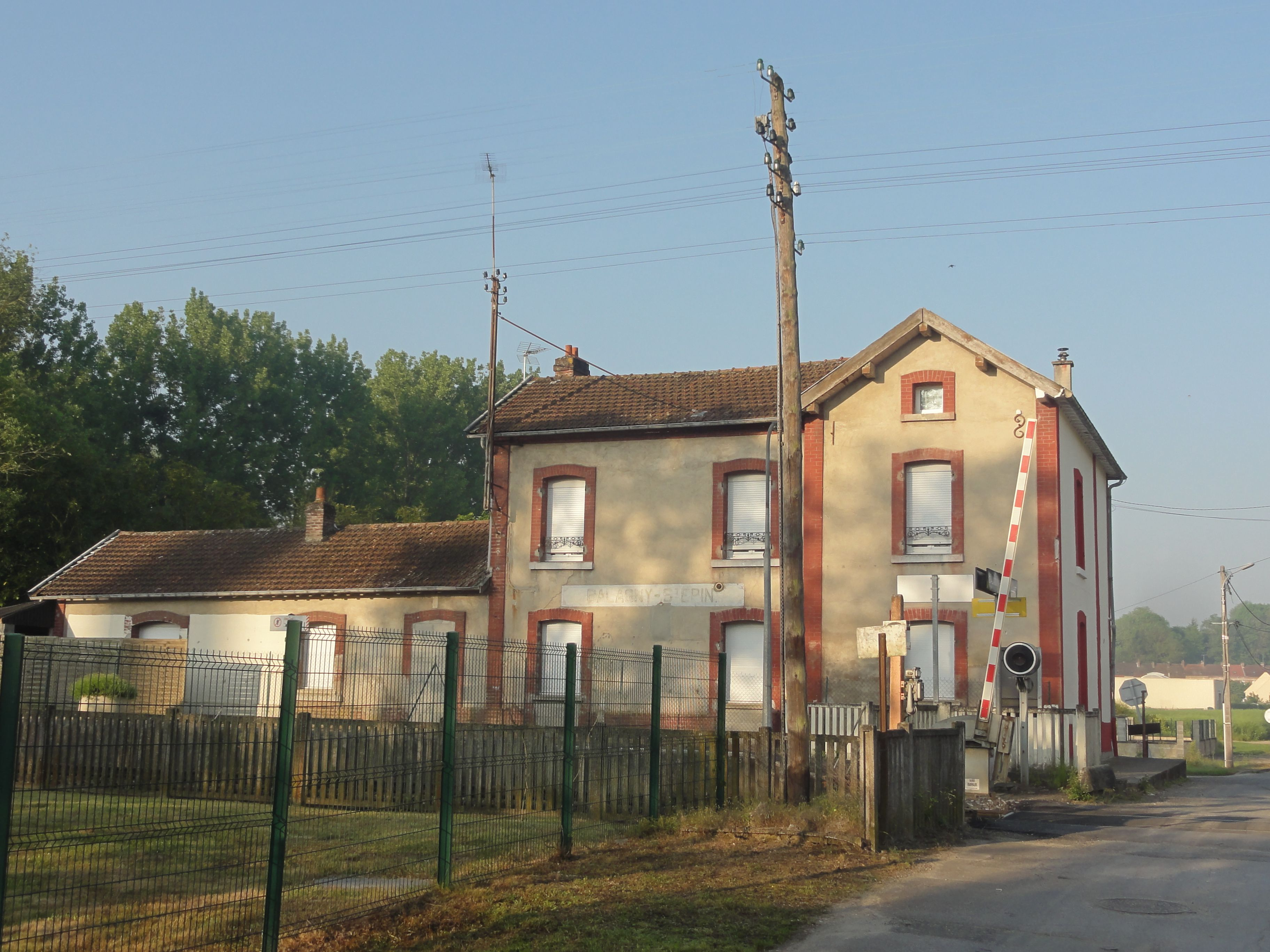
Ancien bâtiment voyageurs.
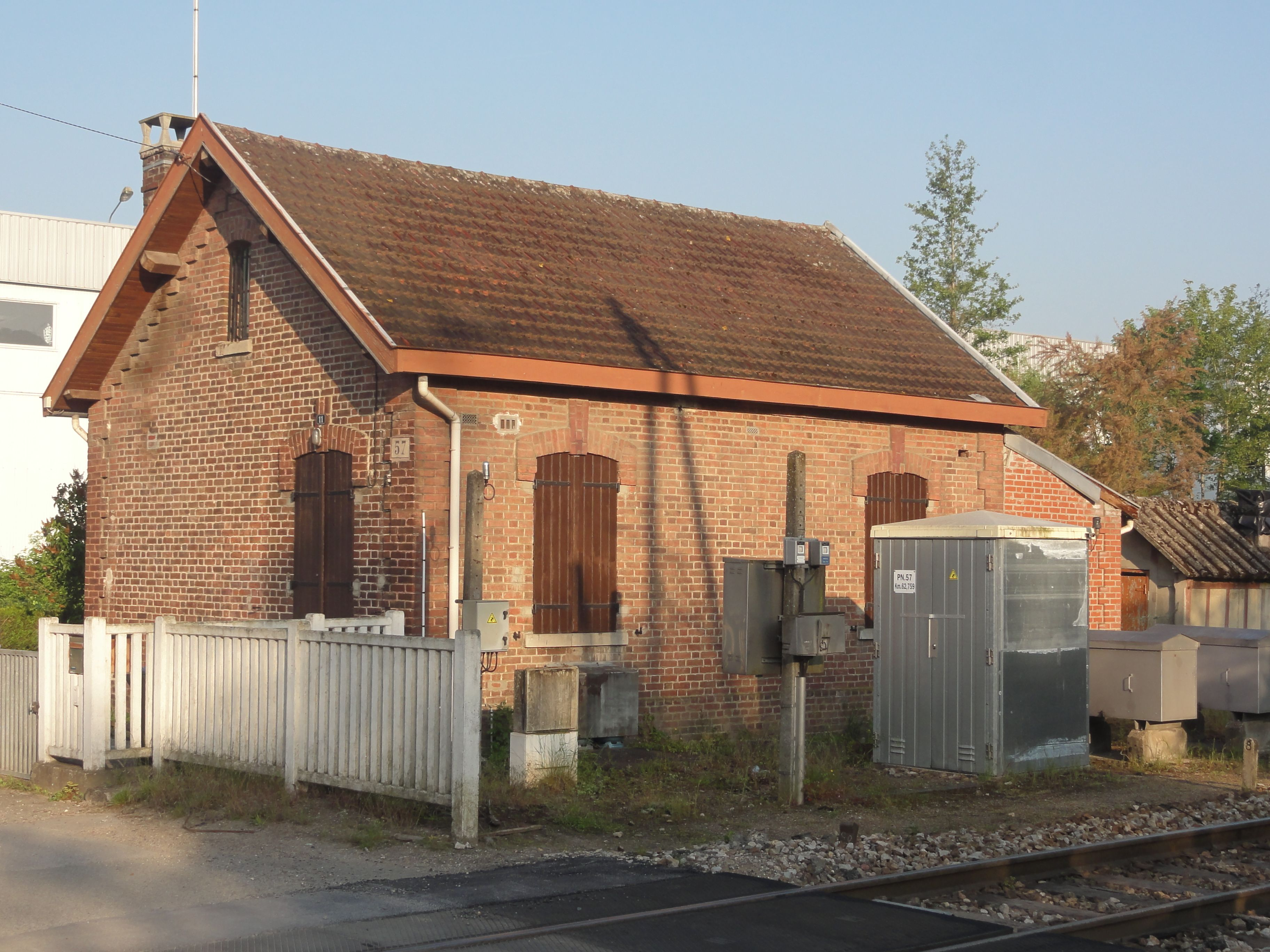
Ancienne maisonnette de garde-barrière.
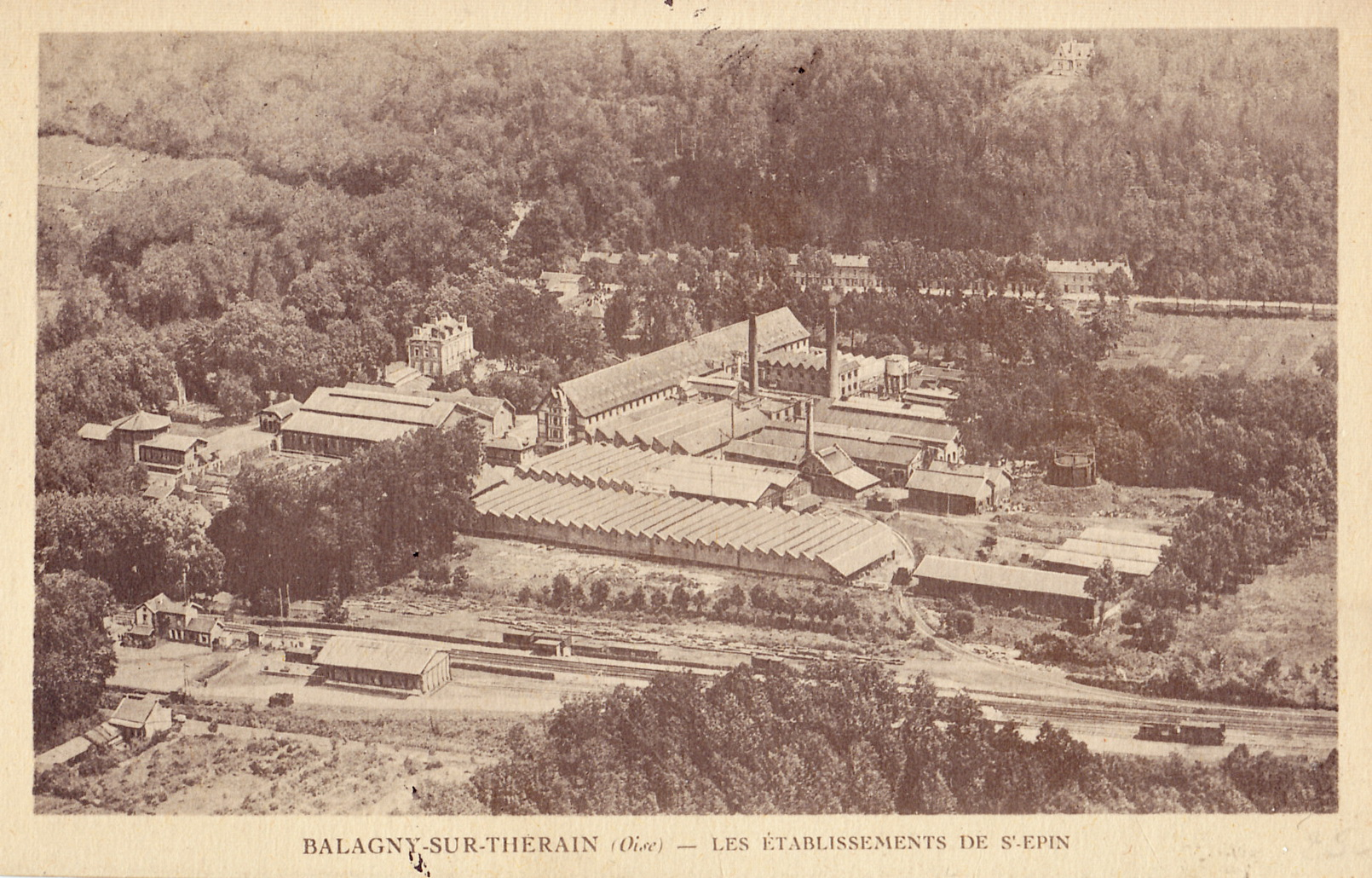
Vue générale de la gare et de l'usine de la Société anonyme des filatures et teintureries de Saint-Ėpin (années 1920).
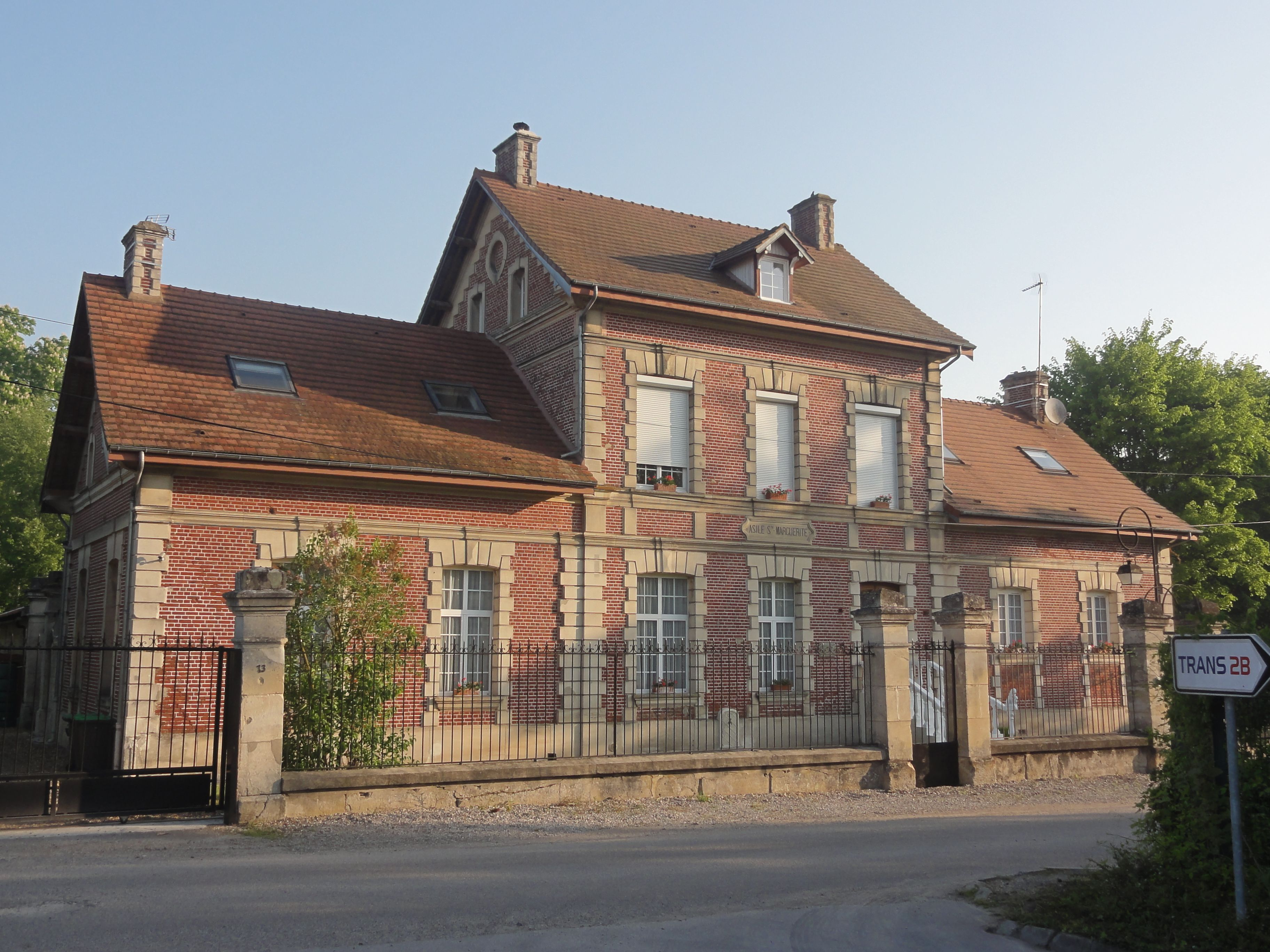
Asile Sainte-Marguerite, situé au bord des voies.